# Pentarrhinum balense
Pentarrhinum balense là một loài thực vật có hoa trong họ La bố ma. Loài này được (Liede) Liede mô tả khoa học đầu tiên năm 1997.